# Quismondo
Quismondo é um município da Espanha na província de Toledo, comunidade autónoma de Castilla-La Mancha, de área 47 km² com população de 1533 habitantes (2006) e densidade populacional de 93,81 hab/km².

## Demografia
| Variação demográfica do município entre 1991 e 2004 | Variação demográfica do município entre 1991 e 2004 | Variação demográfica do município entre 1991 e 2004 | Variação demográfica do município entre 1991 e 2004 |
| --------------------------------------------------- | --------------------------------------------------- | --------------------------------------------------- | --------------------------------------------------- |
| 1991                                                | 1996                                                | 2001                                                | 2004                                                |
| 1240                                                | 1328                                                | 1332                                                | 1439                                                |